# Cartagena (bebida)
La cartagena (francés cartagène o carthagène, a su vez del occitano cartagena) es una bebida alcohólica, de la clase de las mistelas, consumida como aperitivo, típica del Languedoc y que se produce en los departamentos franceses de Gard, Hérault y Aude.

## Elaboración
Este licor, o mistela, viene de la unión de un 80% de mosto de uvas frescas y un 20% de aguardiente de vino. El término original de este último componente, eau-de-vie, es de amplio uso en francés y se aplica a los licores o aguardientes basados en diversas frutas y obtenidos mediante un proceso de fermentación y doble destilación, que se obtienen del llamado vino de caldera, caracterizado por su fuerte acidez y baja graduación
La proporción utilizada varía ligeramente en función de la graduación de la eau-de-vie; por eso, se aumenta o disminuye la cantidad según aquella sea menor o mayor. La mezcla debe alcanzar, como mínimo, 16º de alcohol para evitar la fermentación del producto.
Hay varias maneras de elaborar la cartagena según cada diferente región vitivinícola, pero todas radican en los mismos ingredientes: mosto (zumo de uva sin fermentar), alcohol, y eventualmente otros ingredientes con fines aromáticos (como la vainilla), pero nada de azúcar. 
El gusto depende de las variedades de uva cuyo zumo se use, y se puede obtener un perfume muy diferente del que se logra con un alcohol neutro si, en vez de este, se usa marc, que es el orujo (bebida alcohólica destilada a partir del hollejo de la uva) típico de varias zonas de Francia y Suiza.
El color es dorado cuando viene de mosto de uva blanca o roja. Según el caso, puede ser embotellada rápidamente para preservar los aromas frescos del zumo de la uva, o ser puesto en barrica durante cierto tiempo (hasta más de diez años) para evolucionar obteniendo aromas rancios. Esta rancidez es consecuencia de una elevación oxidativa del vino; este es un proceso de transformación físico-química normalmente considerado indeseable, pero es deliberadamente acometido en un buen número de bebidas alcohólicas para cuya elaboración es esencial, como en algunos tipos de vinos, bebidas espirituosas, cervezas (cerveza roja, lambic...) y vinagres (el balsámico, el de Orleans...), la mayoría de las mistelas y vermouths, hidromieles o los vinos conocidos precisamente en francés como Rancio.

## Etimología

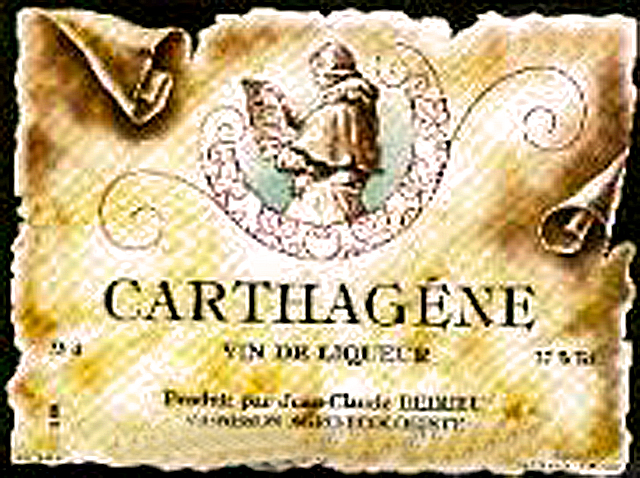
Etiqueta de cartagena.

El término viene de « quart » (por la composición de -aproximadamente- tres cuartos de mosto por uno de alcohol), y se discute su relación con la ciudad española de  Cartagena, del cual es un término homónimo tanto en español como en el original francés (carthagène y Carthagène). 
Este producto ha solicitado su reconocimiento como denominación de origen en Francia (appellation d'origine controlée), bajo el apelativo cartagène, sin hache, diferenciándose de la ciudad española. 
Hay quien opina que la « h » es pertinente, aduciendo precisamente una conexión de la bebida con Cartago (en francés Carthage) y la civilización cartaginesa. La hipótesis se basaría en el paso de Aníbal por la región en el 218 a. C.; la necesidad de hacer aguantar el vino durante el viaje hacia Roma habría llevado a los cartagineses a añadirle alcohol; este proceso crea los llamados vinos generosos, caracterizados por transformaciones artificiales tendentes a estabilizarlos y aumentar su graduación, con el fin (en su origen) de hacerles aguantar largos transportes. Se añade como indicio favorable que los vinos generosos existen en muchas regiones vitivinícolas, pero solo se denominan carthagène en el Languedoc.

## El cartagena del Languedoc

### Preparación
El cartagena usa uvas de cepa languedociana y un aguardiente de la misma procedencia. No se debe añadir azúcar en el mosto, puesto que entonces se asemejaría a un vino dulce del tipo moscatel. Los productores usan exclusivamente ingredientes vitivinícolas. Después de añadir el alcohol, la mistela se envejece en tino o en foudre (un tipo de tonel de volumen cercano a los 500 litros).
En tanto es joven, conserva el gusto a uva. Conforme envejece, adquiere aromas rancios. El alcohol utilizado es neutro, de cerca del 96%. Por ello, todo los aroma vendrá solamente del mosto (a menos que, como se ha indicado, el alcohol sea marc).

### Uso
El cartagena puede beberse como aperitivo, digestivo, acompañado de melón, chocolate, frutos secos, castañas, y algunos platos cocinados. la consumición como aperitivo es la tradicional, pero se puede servir con foie-gras, o, en el caso de una cartagena vieja, con Roquefort.